# ケヴィン・ラファティ

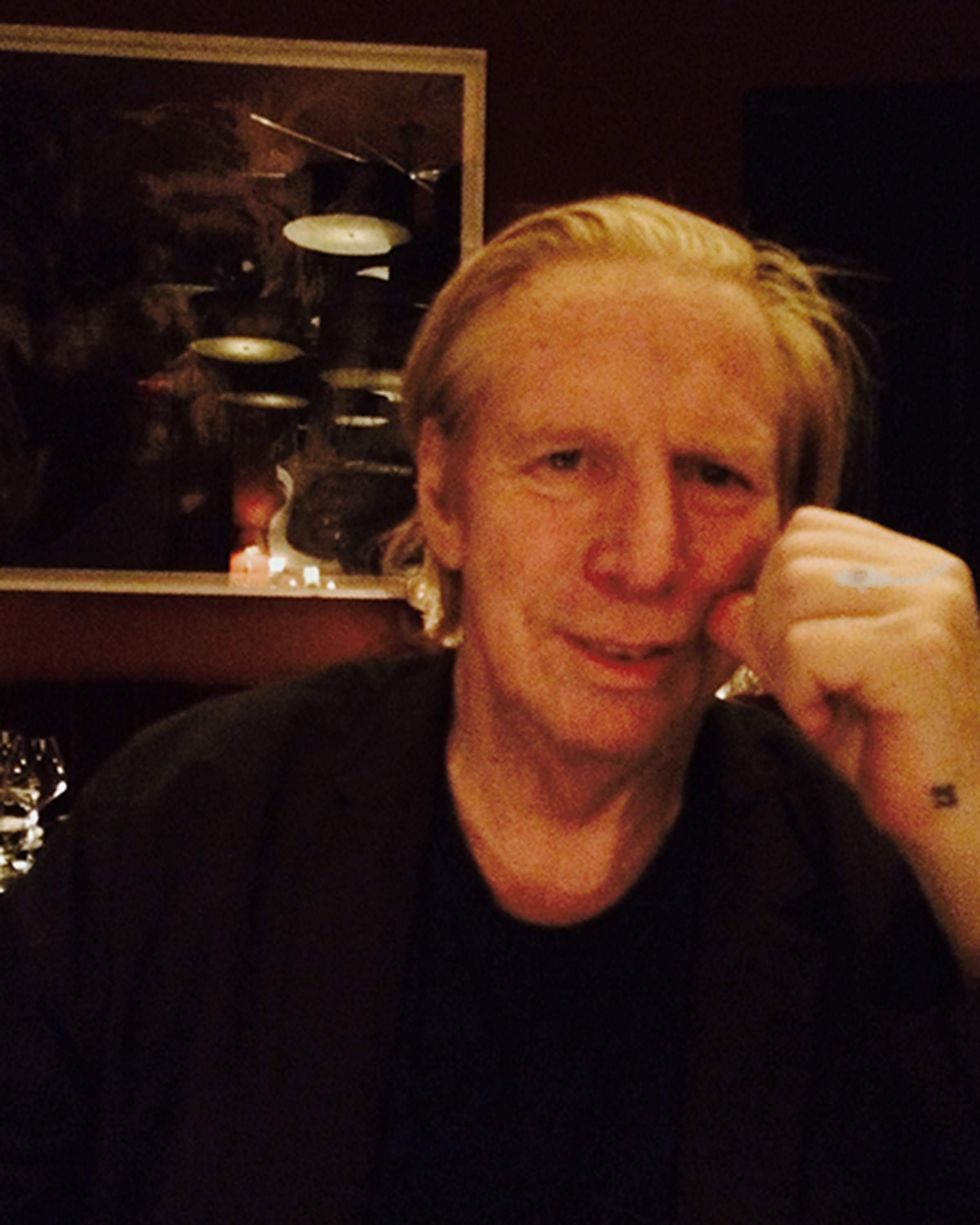
ケヴィン・ラファティ

ケヴィン・ラファティ（Kevin Rafferty、1948年 - 2020年7月2日）は、ドキュメンタリーを専門とするアメリカ合衆国の撮影監督、映画監督、映画プロデューサー。代表作は、共同監督した1982年のドキュメンタリー映画『アトミック・カフェ』である。

## 背景
ラファティは、ハーバード大学で建築を学んだ後、カリフォルニア芸術大学で映画を学んだ。ラファティは、弟ピアース・ラファティ、ジェーン・ローダーと一緒に、カルト映画の古典となったドキュメンタリー映画『アトミック・カフェ』を製作した。
1989年には、初監督作品『ロジャー&ミー』の撮影中だったマイケル・ムーアに、映画製作の手法を教えながら、製作の手助けをした。この時、ラファティは自分が、当時大統領であったジョージ・H・W・ブッシュの甥にあたる（ラファティはブッシュの妻バーバラの姉の息子である）ことをムーアに告げていたが、後にムーアがブッシュ家（特にジョージ・W・ブッシュ）を批判する内容の映画を作るようになっても、ラファティとムーアの協力関係は変わらなかった。
ラファティはこの他にも、監督、プロデューサー、編集者、撮影監督などとして数多くのドキュメンタリー企画に関わっており、その代表的な例としては『Blood in the Face』、『The War Room』、『Feed』、『The Last Cigarette』などがある。最近作は、『Harvard Beats Yale 29-29』である。

## フィルモグラフィ

### 監督/プロデューサー
- Hurry Tomorrow (1975)
- The Atomic Cafe (1982) - 邦題『アトミック・カフェ』
- Radio Bikini (1988)
- The American Experience: Radio Bikini (1988)
- Blood in the Face (1991)
- Feed (1992)
- The Last Cigarette (1999/I)
- Who Wants to Be President? (2000)
- Harvard Beats Yale 29-29 (2008)

### 撮影監督
- Roger & Me (1989) - 邦題『ロジャー&ミー』マイケル・ムーア監督
- The War Room (1993)
- Good Money (1996)

### 本人として出演
- SexTV (2003) (TV)
- Manufacturing Dissent (2007)

## 評価
「Harvardwood」（ハーバード大学出身の芸能関係者の活動を扱う情報サイト）のトム・パワーズ(Thom Powers)は、ラファティについて、「そのウィットと、アメリカ文化に向けられた新鮮な視角で有名」であると記している。ラファティが関わった映画の多くは好評を得ている。カリフォルニア州の精神病院の実態を告発したドキュメンタリー『Hurry Tomorrow』について、オーストラリアの新聞『ジ・エイジ』紙のコリン・ベネット(Colin Bennet)は、「この怒りと勇気は、改革につながっていく類のものだ」と記している。『セントピーターズバーグ・タイムズ』紙の映画評論家トム・セイビュリス(Tom Sabulis)は、『アトミック・カフェ』について、「40年代、50年代の合衆国政府の宣伝映画を驚くような形に集成した作品」と評し、「この衝撃は、懐古的でありながら、恐怖を覚えさせる」と記した 。
独立系映画を扱う米国のケーブルテレビ専門局「Independent Film Channel (IFC)」のマイケル・アトキンソン(Michael Atkinson)は、ラファティの近作『Harvard Beats Yale 29-29』を「催眠術的なお楽しみ (a hypnotic pleasure)」（退屈だという意味）とこきおろしたが、『Fast Company』誌は、「この心を奪うようなドキュメンタリー」は「今年私たちが観た最高のスポーツ映画」だと評価し、『ニューヨーク・タイムズ』紙のマンホーラ・ダージス(Manhola Dargis)は、「歴史の記録の中では取るに足りないこうした出来事を取り上げるのは、馬鹿げているようにも見えるが、映画製作者ケヴィン・ラファティは、笑いをちりばめた娯楽的ドキュメンタリーであるこの映画の中で、この一件を、記憶に残されるべき出来事、物語の芸術に仕立て上げている」と記した。

### 栄誉
- 1991年、『Blood in the Face』がサンダンス映画祭において審査員大賞(Grand Jury Prize)にノミネートされた。
- 1983年、『アトミック・カフェ』が英国アカデミー賞の最優秀ドキュメンタリー賞であるフラハティ・ドキュメンタリー賞(Flaherty Documentary Award)にノミネートされた[14]。